# Lygodactylus methueni
Lygodactylus methueni (карликовий гекон Метуена) — вид геконоподібних ящірок родини геконових (Gekkonidae). Ендемік Південно-Африканської Республіки. Вид названий на честь британського натураліста Пола Ешфорда Метуена.

## Поширення і екологія
Карликові гекони Метуена мешкають в горах в центральній частині провінції Лімпопо, в районі Хенертсбурга і Вудбуша. Вони живуть на високогірних луках, на деревах і кущах та серед скель. Зустрічаються на висоті від 1600 до 2100 м над рівнем моря.

## Збереження
МСОП класифікує цей вид як такий, що перебуває під загрозою зникнення. Карликовим геконам Метуена загрожує знищення природного середовища. 